# K3리그
K3리그(K3 League)는 대한민국의 축구 리그 시스템 중 3부 리그에 해당하는 세미프로 축구 대회이다. 2020년에 구 K3리그와 내셔널리그가 통합하여 재편된 리그이다. 2020년에 16개 팀으로 구성하여 출범하였다.

## 역사
1964년에 출범한 실업축구리그였던 전국실업축구연맹전은 2002년까지 유지하였다. 2003년에 내셔널리그로 대체되어 세미프로축구의 명맥을 계속 이어나갔다. 그리고 2013년에 2부 리그인 K리그 챌린지가 출범하여 많은 팀들이 리그 이동을 하였고 2017년에 이르러서는 내셔널리그는 8개 팀으로 감소하였다. 동시에 아마추어 리그인 K3리그는 K3리그 어드밴스와 K3리그 베이직으로 승강제를 할 만큼 리그가 발전하였다.
2015년 12월 대한축구협회는 2020년까지 내셔널리그와 K3리그를 통합하여 프로축구인 K리그1, K리그2, 세미프로축구인 K3리그, K4리그, 그리고 아마축구와의 승강제를 위해 새로운 아마추어리그를 출범한다고 밝혔다. 2017년부터 K3리그가 2개의 리그로 나뉘어 승강/강등제를 시행하였다.
2020년 K3리그는 대한민국 축구 리그 시스템에서 3부 역할이자 실업 리그(세미 프로)의 최상위 리그였던 내셔널리그와 K3리그를 통합하여 세미프로 리그인 K3리그와 K4리그로 재편되어 출범하였다. 2019년 12월 K3리그는 내셔널리그의 8팀과 기존 K3리그의 K3리그 어드밴스와 K3리그 베이직에 참가하던 8개 팀이 더해져 총 16개 팀으로 꾸려지는 것이 확정되었다.

## 리그 구성

### 외국인 선수
- K3리그는 K리그와 동일하게 외국인 선수를 3명 등록시킬 수 있다. 단 아시아 축구 연맹에 가맹된 국가의 선수에 한해 추가적으로 한 명 더 등록시킬 수 있다.

## 구단
2021년 기준으로 K3리그에는 14개 구단이 참가하고 있으며 다음과 같다.

### 2023 시즌 참가 구단
| 클럽                | 연고지 | 홈구장                        | 수용인원 | 설립년도 |
| ------------------- | ------ | ----------------------------- | -------- | -------- |
| 강릉시민축구단      | 강릉   | 강릉종합경기장                | 33,000   | 1999년   |
| 경주 한국수력원자력 | 경주   | 경주시민운동장                | 12,199   | 1962년   |
| 김해시청            | 김해   | 김해운동장                    | 30,000   | 2008년   |
| 대전 코레일         | 대전   | 한밭종합운동장                | 17,371   | 1961년   |
| FC 목포             | 목포   | 목포국제축구센터              | 5,952    | 2010년   |
| 부산교통공사        | 부산   | 구덕운동장                    | 24,363   | 2006년   |
| 시흥시민축구단      | 시흥   | 정왕스타디움                  | 1,000    | 2015년   |
| 양주시민축구단      | 양주   | 고덕생활체육공원              | 547      | 2007년   |
| 울산시민축구단      | 울산   | 울산종합운동장                | 19,665   | 2019년   |
| 양평 FC             | 양평   | 물맑은양평종합운동장          | 5,600    | 2015년   |
| 춘천시민축구단      | 춘천   | 춘천송암스포츠타운 보조경기장 | 5,600    | 2010년   |
| 파주시민축구단      | 파주   | 파주스타디움                  | 23,000   | 2012년   |
| 포천시민축구단      | 포천   | 포천종합운동장                | 5,960    | 2008년   |
| 화성 FC             | 화성   | 화성종합경기타운              | 35,270   | 2013년   |
| 창원 FC             | 창원   | 창원축구센터                  | 15,116   | 2005년   |

## 우승

### 시즌별 우승
| 시즌 | 우승           | 준우승         |
| ---- | -------------- | -------------- |
| 2020 | 김해시청       | 한국수력원자력 |
| 2021 | 김포 FC        | 천안시청       |
| 2022 | 창원시청       | 파주시민축구단 |
| 2023 | 화성 FC        | FC 목포        |
| 2024 | 시흥시민축구단 | 화성 FC        |
| 2025 |                |                |

### 클럽별 우승
이탤릭체는 현재 K3, K4에 없음 (프로화, 해체 등)
| 클럽           | 우승 | 준우승 | 우승 | 준우승 |
| -------------- | ---- | ------ | ---- | ------ |
| 창원시청       | 1    | 0      | 2022 | —      |
| 천안시청       | 0    | 1      | —    | 2021   |
| 김해시청       | 1    | 0      | 2020 | —      |
| 김포 FC        | 1    | 0      | 2021 | —      |
| 한국수력원자력 | 0    | 1      | —    | 2020   |
| 파주시민축구단 | 0    | 1      | —    | 2022   |
| 화성 FC        | 1    | 1      | 2023 | 2024   |
| FC 목포        | 0    | 1      | —    | 2023   |
| 시흥시민축구단 | 1    | 0      | 2024 | —      |